# میرزاآقا علی‌یف
میرزاآقا علی‌یف (ترکی آذربایجانی: Mirzəağa Əliyev؛ ۱۸۸۳ – ۲۵ اکتبر, ۱۹۵۴ (۷۰−۷۱ سال)) بازیگر اهل امپراتوری روسیه (جمهوری آذربایجان کنونی) بود.
از فیلم‌ها یا برنامه‌های تلویزیونی که وی در آن نقش داشته‌است می‌توان به آرشین مال آلان اشاره کرد.

## جوایز:
وی برندهٔ جوایزی همچون جایزه هنرمند مردمی اتحاد جماهیر شوروی، مدال دفاع از قفقاز، و نشان پرچم سرخ کار شده‌است.